# Empis nigritibialis
Empis nigritibialis är en tvåvingeart som beskrevs av Gabriel Strobl 1898. Empis nigritibialis ingår i släktet Empis och familjen dansflugor. Inga underarter finns listade i Catalogue of Life.